# Sedlo Osnice
Sedlo Osnice (ok. 1150 m) – przełęcz w Małej Fatrze na Słowacji. Znajduje się w bocznym grzbiecie Małej Fatry Krywańskiej, pomiędzy przełęczą Medziholie (1185 m) a Osnicą (1363 m). Północno-wschodnie stoki przełęczy opadają do doliny potoku Biela, południowe do doliny Bystrička.
Rejon przełęczy jest trawiasty. Nie jest to jednak naturalne piętro halne, lecz efekt działalności ludzi – pozostałości dawnej hali pasterskiej. Na przełęczy skrzyżowanie dwóch szlaków turystycznych.

## Szlaki turystyczne
Párnica – Magurka – Strungový príslop – Osnica – sedlo Osnice – Medziholie. Czas przejścia 6 h, ↓ 4.15 h
  Biela, rázcestie – Biela – Pod Rozsutcom – sedlo Osnice. Czas przejścia: 2.05 h, ↓ 1.20 h
  Kraľovany – Dolina Bystrička – sedlo Osnice – Pod Rozsutcom. 2.15 h, ↓ 2.15 h